# 苅藻駅
苅藻駅（かるもえき）は、兵庫県神戸市長田区浜添通五丁目にある、神戸市営地下鉄海岸線の駅である。駅番号はK08。
駅イメージテーマは、「新下町、公園通り」。

## 歴史
- 2001年（平成13年）7月7日：神戸市営地下鉄海岸線の開通と同時に開業[1]。
- 2011年（平成23年）4月：この年度より2年間を期限として、駅名板下広告として「三ツ星ベルト前」が掲出される[1][2]。（以後、2018年度まで掲出を更新[3]）。
- 2019年（平成31年）3月31日：駅名板下広告の契約期間が終了。

## 駅構造
島式ホーム1面2線を有する地下駅。改札口が地下1階、ホームが地下2階にある。トイレは改札内にある。
当駅は住宅と工場が混在する典型的な下町に位置する。周辺の真野地区では住民主体のまちづくり活動で有名な地域であり、そのまちづくり活動の成果として広げられた通りの名称である公園通りが活動の象徴ともされている。これらより駅イメージテーマは、下町のイメージアップも狙い「新下町、公園通り」とした。駅のデザインはヒューマンスケールな下町の街路を現代的な材料を使い表現。コンコースは壁面の上部を白い陶板、下部をモザイクタイルとし、下町の壁を表現した。また、改札口前の空間を大きく取り、駅の中心と位置付けて、休憩や待ち合わせができるふれあいコーナーとし、利用者が親しめるものとした。このふれあいコーナーの周辺にはアートギャラリーメッセージボードを設置し、地域のまちづくり活動での使用が可能なようにした。ホームは対向壁を現代的な板塀と位置づけ、床はテラゾータイル、石、タイルを用いて街路のイメージを取り入れた。また、周辺道路が狭いため、出入口は道路からセットバックを行い、駐輪場として利用できるよう配慮した。
海岸線の乗務員が所属する苅藻乗務区を併設しているため、一部列車は当駅で乗務員が交代する。

### のりば
| ホーム | 路線   | 行先               |
| ------ | ------ | ------------------ |
| 1      | 海岸線 | 三宮・花時計前方面 |
| 2      | 海岸線 | 新長田方面         |

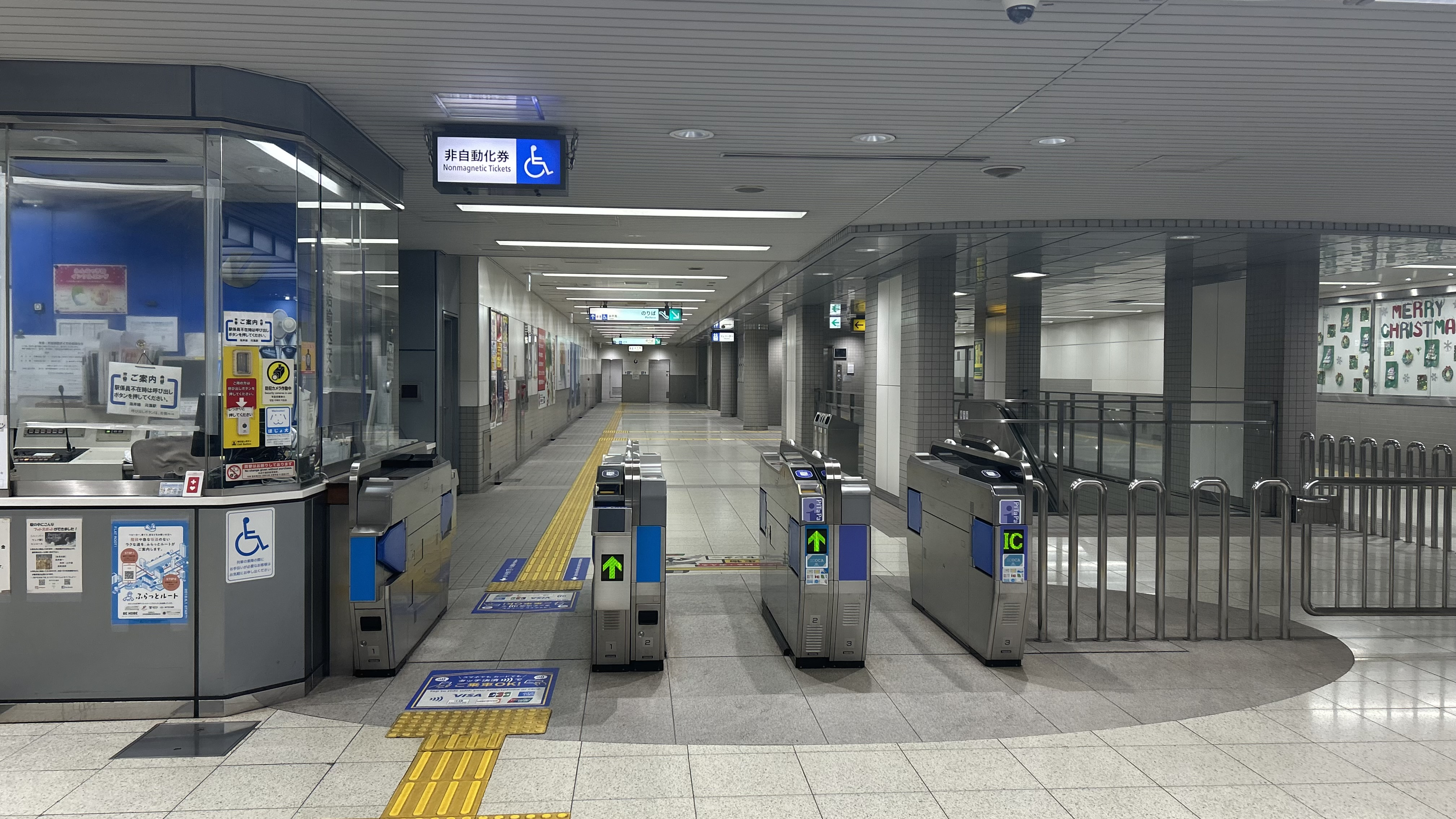
改札口（2024年12月）
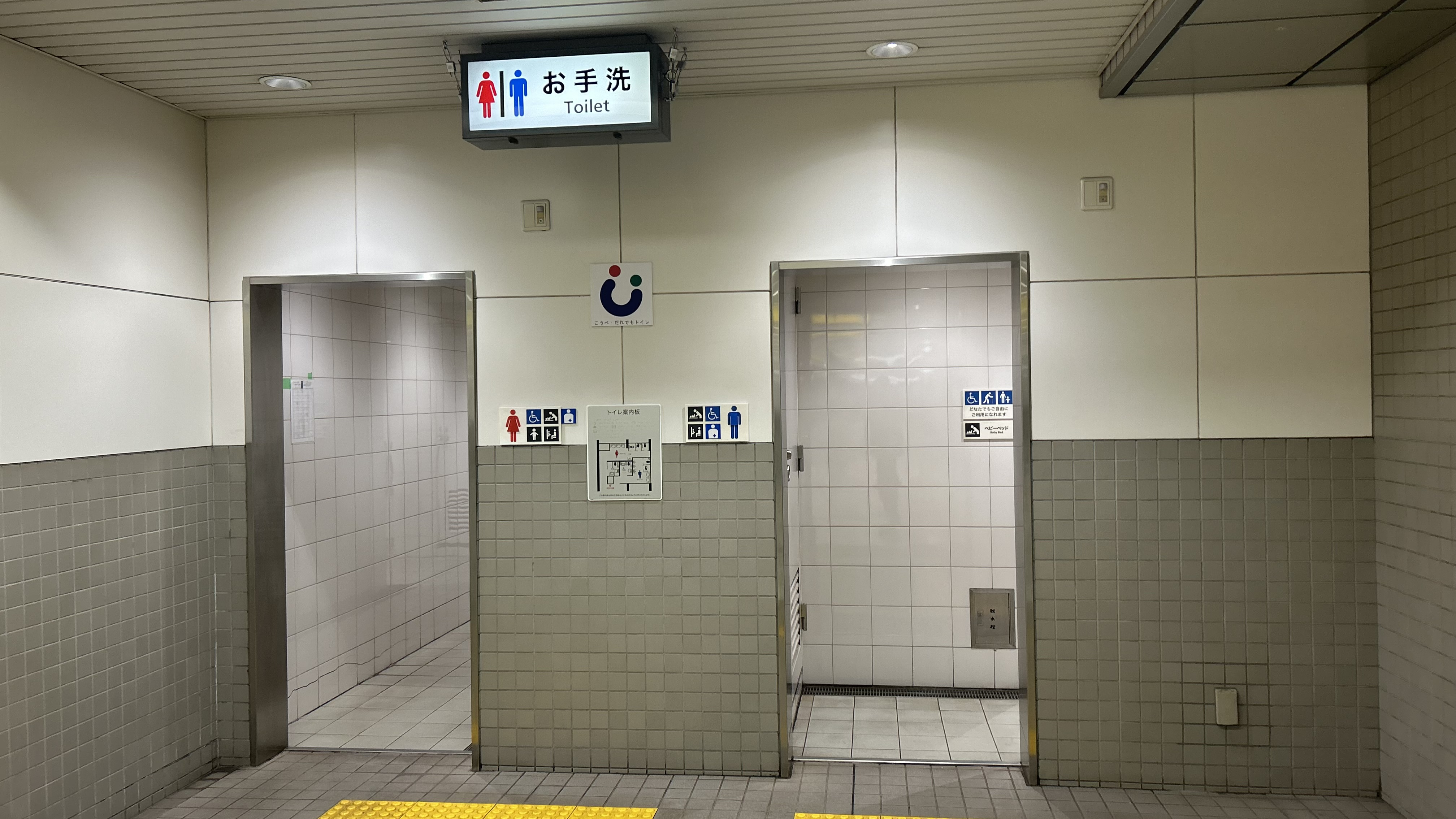
トイレ
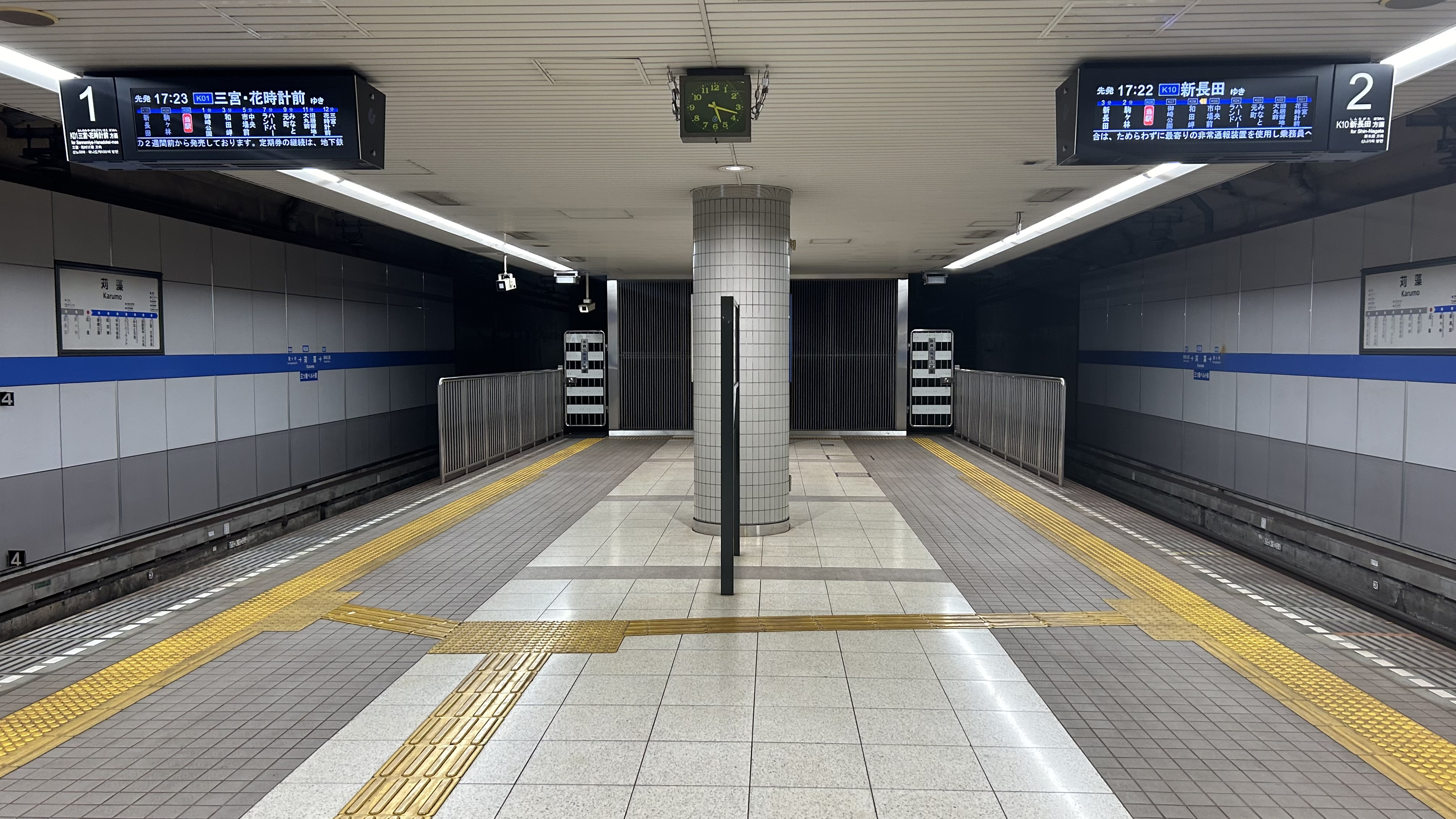
ホーム（2024年12月）

### 出口
出口は合計で2箇所ある。
| 出口番号 | 位置                                   | 備考             |
| -------- | -------------------------------------- | ---------------- |
| 1        | 北緯34度39分13.6秒 東経135度09分23.3秒 | エレベーターあり |
| 2        | 北緯34度39分13.8秒 東経135度09分26.3秒 |                  |

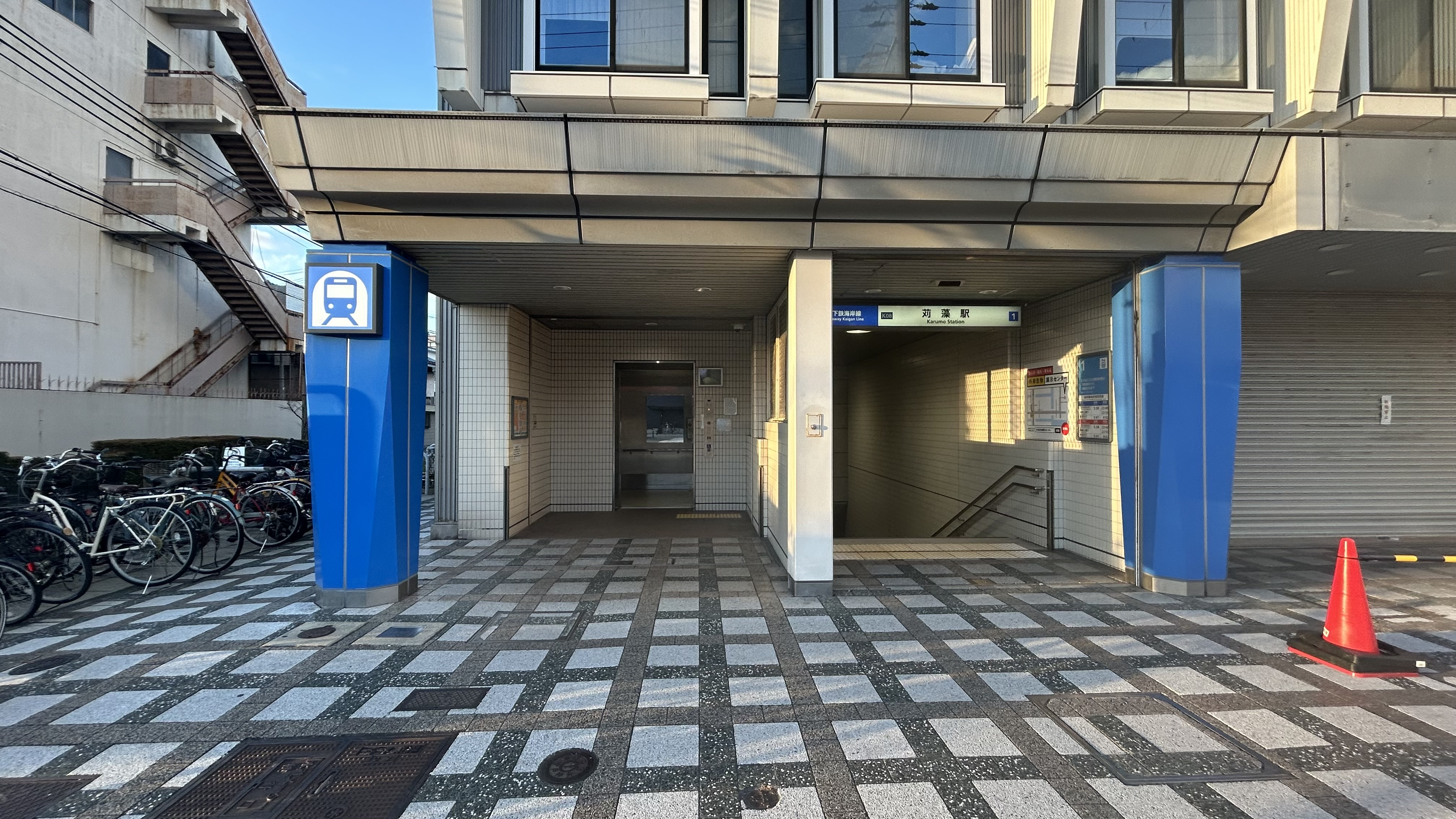
出口1（2024年12月）
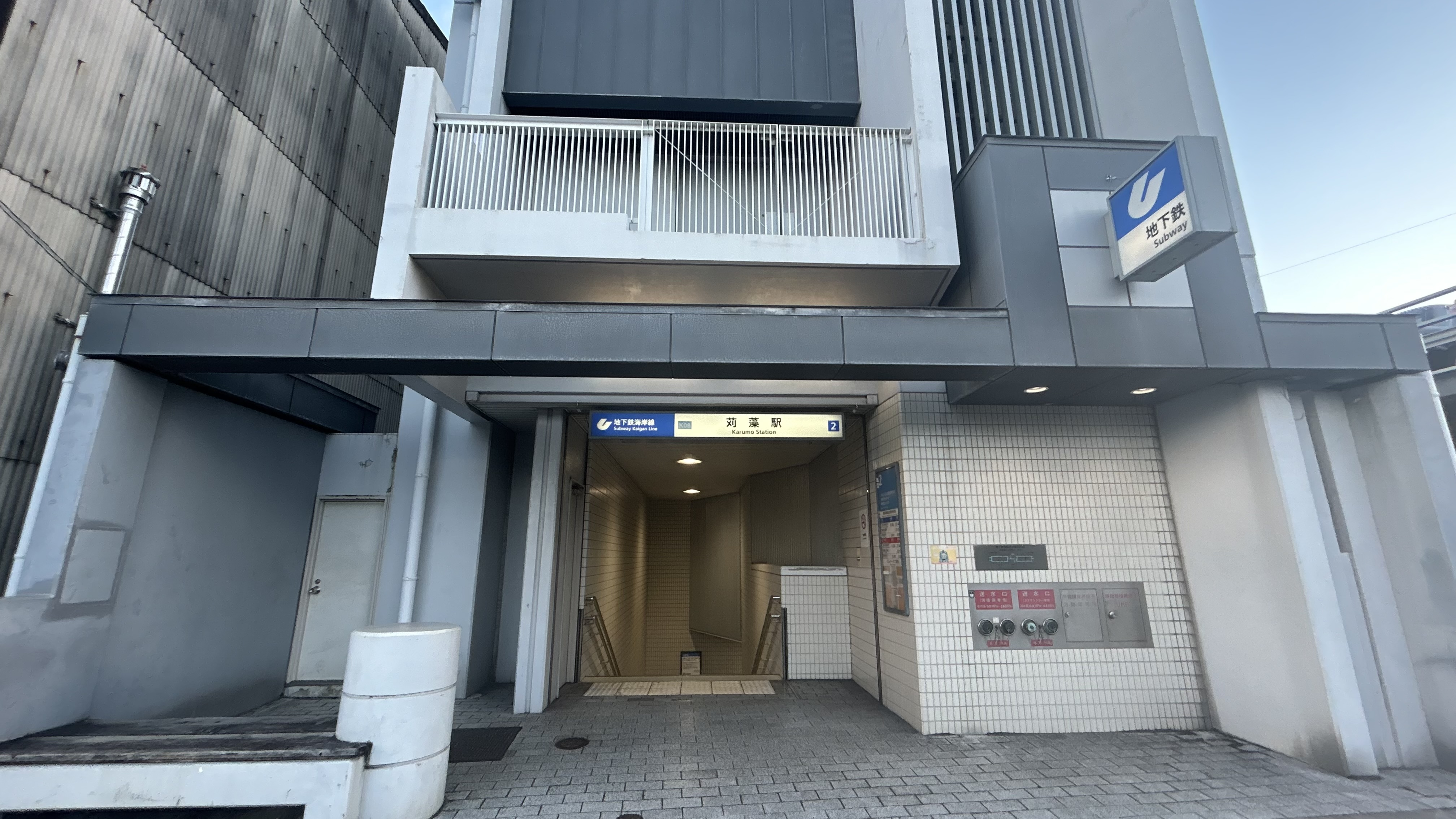
出口2（2024年12月）

## ダイヤ
上下とも毎時6本の運行。

## 利用状況
2022年度の1日平均乗車人員は1,667人である。海岸線の駅では駒ヶ林駅、旧居留地・大丸前駅、みなと元町駅に次いで4番目に少ない。
- 2000年度に計画された、2005年度時点の予測乗車人員は4,872人だった[6]。2012年現在でも乗車人員は計画時の約3割程度であり、開業時から乗車人員はほぼ横ばい傾向である。

開業以降の1日平均乗降・乗車人員の推移は下表のとおりである。
| 年度               | 1日平均 乗降人員 | 1日平均 乗車人員 |
| ------------------ | ---------------- | ---------------- |
| 2001年（平成13年） |                  | 1,563            |
| 2002年（平成14年） |                  | 1,355            |
| 2003年（平成15年） |                  | 1,550            |
| 2004年（平成16年） |                  | 1,515            |
| 2005年（平成17年） | 3,272            | 1,504            |
| 2006年（平成18年） |                  | 1,549            |
| 2007年（平成19年） |                  | 1,497            |
| 2008年（平成20年） |                  | 1,618            |
| 2009年（平成21年） |                  | 1,620            |
| 2010年（平成22年） |                  | 1,589            |
| 2011年（平成23年） |                  | 1,551            |
| 2012年（平成24年） |                  | 1,565            |
| 2013年（平成25年） |                  | 1,536            |
| 2014年（平成26年） |                  | 1,591            |
| 2015年（平成27年） |                  | 1,619            |
| 2016年（平成28年） |                  | 1,646            |
| 2017年（平成29年） |                  | 1,733            |
| 2018年（平成30年） |                  | 1,859            |
| 2019年（令和元年） |                  | 1,857            |
| 2020年（令和02年） |                  | 1,598            |
| 2021年（令和03年） |                  | 1,610            |
| 2022年（令和04年） |                  | 1,667            |

## 駅周辺
- マックスバリュ 長田南店

### その他
- 三ツ星ベルト 本社[1]
- 神戸市中央卸売市場 西部市場

※かつては「かるもプール」という市民プールがあった。2007年9月に営業休止となった後、神戸市は2009年に閉鎖を発表した。

## 隣の駅
神戸市営地下鉄
海岸線
御崎公園駅 (K07) - 苅藻駅 (K08) - 駒ヶ林駅 (K09)
- 括弧内は駅番号を示す。